# Rebel Moon - Partie 1 : Enfant du feu
Série
Rebel Moon - Partie 2 : L'Entailleuse
(2024)
Pour plus de détails, voir Fiche technique et Distribution.
Rebel Moon – Partie 1 : Enfant du feu (Rebel Moon: Part One – A Child of Fire) est un film américain réalisé par Zack Snyder et sorti en 2023.
Il connaît une sortie limitée dans les cinémas de certains pays avant sa diffusion mondiale sur Netflix. Il est suivi d'un second volet, Rebel Moon - Partie 2 : L'Entailleuse (Rebel Moon: Part Two – The Scargiver), sorti en 2024. Une version longue director's cut, intitulée Chapter One: Chalice of Blood, est diffusée sur la plateforme en août 2024.

## Synopsis
Durant des siècles, le Monde-Mère a étendu son empire au travers de la conquête militaire de la galaxie. Mais quand la famille royale a recueilli la princesse Issa, qui possède de rares dons de guérison, elle a vu l'espoir de parvenir à unifier l'empire non plus par la force, mais par la compassion. Malheureusement, la famille royale fut assassinée, et un politicien ambitieux, le sénateur Balisarius, s'est autoproclamé régent du Monde-Mère et a relancé la politique de conquête.
Sur la lune Veldt, une colonie reculée aux frontières de la galaxie, une petite communauté de fermiers reçoit la visite de l'amiral Atticus Noble, chef des armées du Monde-Mère et bras droit de Balisarius. Bien vite, les pacifiques habitants de Veldt découvrent la cruauté et la brutalité de leurs visiteurs ; ils décident d'envoyer Kora, une habitante recluse récemment arrivée sur la lune, afin de rassembler une équipe de combattants pour repousser l'amiral et ses troupes.

## Fiche technique
Sauf indication contraire, les informations mentionnées dans cette section peuvent être confirmées par la base de données cinématographiques IMDb,  présente dans la section « Liens externes ».
- Titre original complet : Rebel Moon: Part One – A Child of Fire
- Titre français : Rebel Moon, partie 1 : Enfant du feu
- Titre version longue : Chapter One: Chalice of Blood
- Titre français version longue : Rebel Moon – Partie 1 : Director's cut
- Réalisation : Zack Snyder
- Scénario : Shay Hatten, Kurt Johnstad et Zack Snyder, d'après une histoire de Kurt Johnstad et Zack Snyder
- Musique : Tom Holkenborg
- Direction artistique : Brett McKenzie
- Décors : Stephen Swain
- Costumes : Stephanie Portnoy Porter
- Photographie : Zack Snyder
- Montage : Dody Dorn
- Production : Wesley Coller, Eric Newman, Deborah Snyder et Zack Snyder
- Production déléguée : Sarah Bowen, Kurt Johnstad, Shay Hatten et Bergen Swanson
- Sociétés de production : The Stone Quarry et Grand Electric
- Société de distribution : Netflix
- Budget : 166 millions de dollars (pour les deux parties)[2]
- Pays de production :  États-Unis
- Langue originale : anglais
- Format : couleur
- Genre : science-fiction (space opera), aventure
- Durée : 134 minutes, 204 minutes (version longue director's cut)
- Dates de sortie[3] :
  - États-Unis : 15 décembre 2023 (sortie limitée en salles)
  - Monde : 22 décembre 2023 (Netflix)
  - Monde : 2 août 2024 (version longue sur Netflix)
- Classification[4] :
  - États-Unis : PG-13
  - États-Unis : R (version longue)

## Distribution
- Sofia Boutella (VF : Audrey Sourdive) : Kora / Arthelais
- Charlie Hunnam (VF : Julien Allouf) : Kai
- Ray Fisher (VF : Mexianu Medenou) : Darrian Bloodaxe
- Djimon Hounsou (VF : Frantz Confiac) : général Titus
- Michiel Huisman (VF : Marc Arnaud) : Gunnar
- Anthony Hopkins (VF : Frédéric Cerdal) : Jimmy (voix)
- Staz Nair (en) : Tarak
- Bae Doo-na (VF : Ludivine Maffren) : Nemesis
- Jena Malone (VF : Émilie Rault) : Harmada
- Ed Skrein (VF : Laurent Maurel) : amiral Atticus Noble
- Ingvar E. Sigurðsson (VF : Philippe Crubézy) : Hagen
- Stuart Martin : Den
- Fra Fee (en) (VF : Arnaud Bedouët) : régent Balisarius
- Cary Elwes (VF : Philippe Chaine) : le roi du Monde-Mère
- Corey Stoll (VF : Sacha Petronijevic) : Sindri
- Charlotte Maggi (en) (VF : Jaynelia Coadou) : Sam
- Brandon Auret (en) (VF : Michel Lerousseau) : Faunus
- Greg Kriek (VF : Cédric Dumond) : Marcus
- Cleopatra Coleman (VF : Aurélie Konaté) : Devra Bloodaxe
- Devra (VF : Antoine Ferey) : caporal Aris
- Alfonso Herrera : commandant Cassius
- Derek Mears : Simeon
- Dominic Burgess : Dash Thif

## Production

### Genèse et développement
Le scénario s'inspire de l’œuvre d'Akira Kurosawa et des films Star Wars. Le projet Rebel Moon commence initialement comme une idée de scénario (un « pitch ») présentée à Lucasfilm quelque temps après la sortie de Star Wars, épisode III : La Revanche des Sith (2005). Il sera refusé. Le projet est à nouveau proposé après l'acquisition de 21st Century Fox par Disney. Il est ensuite repris par Zack Snyder avec l'aide du producteur Eric Newman. Un temps pensé comme une série télévisée, il est à nouveau prévu en film.
Après le succès de Army of the Dead (2021), Netflix donne le feu vert à la production du projet.

### Attribution des rôles
En novembre 2021, il est annoncé que Sofia Boutella a été engagée pour l'un des rôles principaux.
En février 2022, cette dernière est rejointe par Charlie Hunnam, Djimon Hounsou, Ray Fisher, Jena Malone, Staz Nair, Doona Bae, Stuart Martin et Rupert Friend,. En avril de la même année, Cary Elwes, Corey Stoll, Michiel Huisman ou encore Alfonso Herrera rejoignent également la distribution.

### Tournage
Le tournage commence le 19 avril 2022. Le réalisateur partage les premières images sur son compte Twitter. Les prises de vues s'achèvent en novembre de la même année,.
D'une durée de 117 jours, le tournage se déroule en Californie, où la production bénéficie d'un important crédit d'impôt. Il est notamment filmé dans le comté d'Inyo, en particulier à Lone Pine.

### Version censurée et versiondirector's cut
Pour élargir les audiences, Netflix demande au réalisateur de créer plusieurs montages des deux parties : une version courte PG-13 (déconseillée aux moins de 13 ans) pour le grand public ainsi qu'une version director's cut classée R-Restricted (les moins de 17 ans doivent être accompagnés),.
Zack Snyder annonce que le film aurait une version longue classée R-Restricted, plus violente et sombre donc que la version classique PG-13,. Il déclare : « Il ne s'agit pas d'une version longue de Rebel Moon, c'est un film très différent. C'est presque un univers différent dans lequel vit ce film. Toutes mes Director's Cuts sont une réponse aux exigences que l'on m'a imposées pour la version cinéma, n'est-ce pas ? Pour Rebel Moon, cette demande n'a jamais été formulée. Nous savions qu'il s'agirait d'un film pensé pour un public à partir de 13 ans. Au fond de moi, j'ai toujours voulu qu'il soit classée R-Restricted, mais quand on prend conscience de l'ampleur et du coût d'un film, on se dit que ce n'est pas très responsable d'avoir cette exigence. »

### Bande originale
Tom Holkenborg compose la musique du film. Il retrouve le réalisateur après Batman v Superman : L'Aube de la justice (2016), Zack Snyder's Justice League et Army of the Dead (tous les deux en 2021).
Il compose la plupart de la musique sur le plateau en Californie. La musique est ensuite enregistrée aux studios Abbey Road de Londres entre août et octobre 2023.
| 1.    | Prologue Antiphony          |               | 2:15 |
| 2.    | The Wolf Who Became a Woman |               | 2:00 |
| 3.    | Scar Tissue                 |               | 6:25 |
| 4.    | Pueri Salvatoris            |               | 2:37 |
| 5.    | Horselore                   |               | 2:48 |
| 6.    | A Call to Courage           |               | 5:52 |
| 7.    | Ogumo (Cruel Mother)        |               | 6:13 |
| 8.    | My Life for Hers            |               | 3:32 |
| 9.    | The Weight of Lions         |               | 2:33 |
| 10.   | The Burning Mountain        |               | 4:07 |
| 11.   | A Child of War              |               | 1:41 |
| 12.   | The Salt of Sarrow          |               | 8:41 |
| 13.   | Little Knives               |               | 2:15 |
| 14.   | A Good Place to Die         |               | 5:27 |
| 15.   | Longhouse Dinner            | Allison Crowe | 0:59 |
| 57:25 |                             |               |      |

## Sortie et accueil

### Sortie limitée et diffusion
Rebel Moon – Partie 1 : Enfant du feu connaît une sortie limitée dans certaines salles américaines dès le 15 décembre 2023. Il est ensuite diffusé sur Netflix à partir du 22 décembre 2023.

### Audiences de la version censurée
La version censurée du premier chapitre Rebel Moon - Partie 1 : Enfant du feu sort le 22 décembre 2023 sur Netflix. Le film devient no 1 sur Netflix et attire une audience massive avec un total de 23,9 millions de vues en trois jours seulement après sa mise en ligne. En une semaine, il se propulse à la première place du Top 10 Global du service de SVOD avec plus de 54 100 000 heures visionnées.

### Critiques de la version censurée
Sur le site d'agrégation de critiques Rotten Tomatoes, le film obtient 23 % d'avis favorables, pour 128 critiques et une note moyenne de 4,1⁄10. Le consensus suivant résumé les avis collectés : « Rebel Moon – Part One: A Child of Fire prouve que Zack Snyder n'a pas perdu son flair visuel, mais le plaisir des yeux ne suffit pas à contrebalancer un scénario composé de divers tropes de science-fiction/fantastique. » Sur le site Metacritic, qui utilise une moyenne pondérée, le film obtient la note de 31⁄100 pour 36 critiques. Les premières critiques sont pour la plupart négatives, louant sa construction du monde et ses séquences d'action mais critiquant sa narration, le développement des personnages et sa nature dérivée.
Owen Gleiberman de Variety écrit notamment : « Bien qu'il soit éminemment regardable, Rebel Moon est un film tellement construit à partir de pièces détachées qu'il pourrait, en fin de compte, être réservé aux cultistes de Snyder ». Clarisse Loughrey de The Independent attribue au film 1⁄5 étoiles, le qualifiant de « film peuplé de certaines des pires impulsions du cinéaste de la Justice League de Zack Snyder : un désordre d'images, certaines tentant de choquer, rassemblées en grande partie autour du film. L'idée de ce qui pourrait paraître bien dans une bande-annonce. ». Charles Bramesco du Guardian lui donne également une note de 1⁄5 écrivant notamment : « Le produit fini n'a que les contours les plus vagues de l'ambition, diminué par un bâclage qui dénature la dernière saga bourrée d'effets spéciaux numériques pour décider du sort de l'univers. ». Simon Abrams de rogerebert.com a attribué au film 1⁄4 et l'a qualifié de trop similaire à Star Wars et Seven Samurai, contenant une dépendance excessive au spectacle visuel avec des personnages et des thèmes clichés.
Robbie Collin du Daily Telegraph lui a attribué 2⁄5, notant ses similitudes avec Star Wars et affirmant que « cette première moitié du diptyque de Snyder (…) est plus un mood board vaguement griffonné qu'un film fonctionnel - une série de films pulpeux, des tableaux qui semblent pour la plupart amusants isolés, mais qui deviennent terriblement ennuyeux lorsqu'ils sont exécutés côte à côte. ». Jordan Hoffman du Messenger le note de 4⁄10, en écrivant : « En tant que space opera, il n'a rien du poids de Dune, aucune des caractérisations des Gardiens de la Galaxie, aucune de la folie de Jupiter Ascending ou Le Cinquième Élément et aucun du peps de Star Wars. ».
Fred Topel de United Press International s'est montré plus positif, qualifiant le film de « filtrage divertissant de la science-fiction et des tropes de narration en général à travers l'objectif du créateur/réalisateur Zack Snyder. ».
Daniel Eagan du South China Morning Post lui a attribué 3.5⁄5, en écrivant : « Ce que Snyder apporte au projet, c'est une vision sensationnelle de construction du monde et un style de réalisation musclé qui peut mettre KO les spectateurs. ».
En France, le site Allociné propose une note moyenne de 2,7⁄5 basée sur 7 titres de presse.

## Projet de suites
Avant même la sortie du film, Zack Snyder évoque l'idée d'une franchise : « Mon espoir est que cela devienne également une franchise massive et un univers qu'on pourrait construire. » En février 2022, il est révélé que son film sera constitué de deux parties, tournées simultanément.